# 艾莉森·李
艾莉森·李（英語：Allison Lee，2005年3月24日—），美國女子羽毛球運動員。她與法蘭西絲卡·科比特在2023年世界青年羽毛球錦標賽奪得女雙亞軍，為美國奪得首面羽球世青賽獎牌。

## 簡歷
艾莉森·李是華人、澳大利亞、越南混血，來自加州佛利蒙。她的父親班尼·李曾在1992年巴塞隆納奧運代表美國參加羽毛球比賽男單、男雙項目，也曾擔任2012年奧運美國隊羽球總教練。李八歲開始在父親創立的羽球學校——訓練，與搭檔法蘭西絲卡·科比特多次在泛美洲青少年賽事獲獎，包括2017年U13、2019年U15及2021年U19女雙冠軍。2019年，李／科比特奪得美國全國羽毛球錦標賽女雙冠軍，並成為賽史最年輕的奪冠組合。2020年2月，兩人入選2020年泛美洲羽毛球男女子團體錦標賽美國代表隊，最終奪得女子團體亞軍。

### 2021年

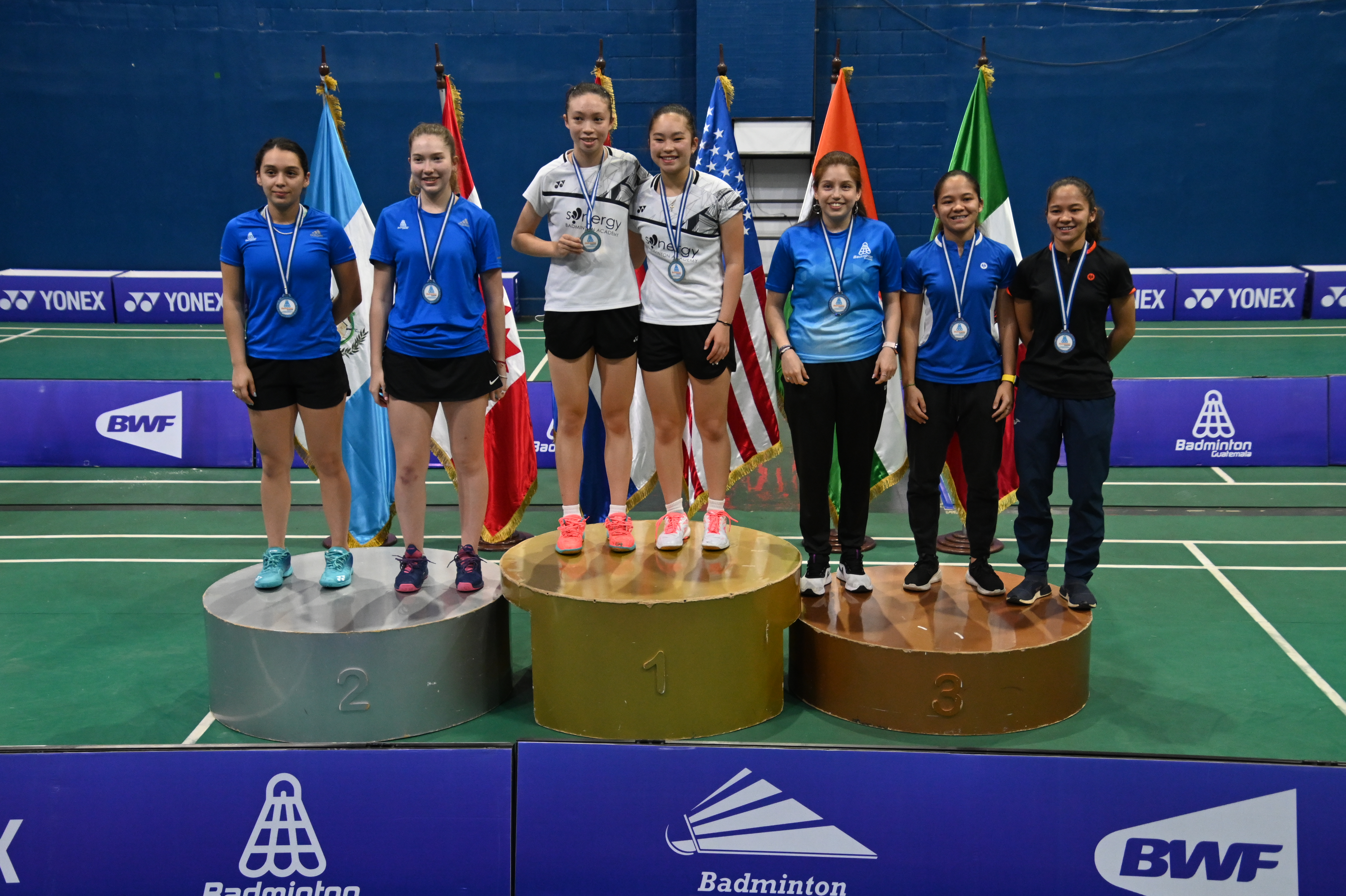
艾莉森·李在2021年瓜地馬來國際系列賽奪得職業賽首冠

2021年5月，李／科比特在泛美洲羽毛球錦標賽女雙決賽以0比2（12-21、7-21）不敵加拿大的雷切尔·洪德里克／蔡宛廷，獲得亞軍。返回美國後，科比特在全國青少年錦標賽奪下U19女雙、U17混雙冠軍以及U19女單冠軍。
7月，李在泛美洲青年羽毛球錦標賽混合團體、U19女子雙打及混合雙打奪冠。9月，艾莉森·李／法蘭西絲卡·科比特在瓜地馬拉國際系列賽奪得生涯第一座職業賽冠軍，在混雙項目亦與Joshua Yuan闖進決賽。

### 2022年
2022年，艾莉森·李作為美國隊一員，在2月舉行的泛美洲羽毛球女子團體錦標賽奪冠。4月，奪得泛美洲羽毛球錦標賽女雙季軍。8月，艾莉森·李與搭檔科比特於世界羽毛球錦標賽出賽；兩人於女子雙打項目首輪賽事以18－21、3－21不敵蘇格蘭組合茱莉·麦克弗森／席亚拉·托兰斯，止步64強。11月下旬，艾莉森·李與Joshua Yuan在墨西哥國際賽第二度闖入職業賽決賽。

### 2023年
2023年4月，艾莉森·李與科比特在泛美洲羽毛球錦標賽女子雙打決賽不敵加拿大的蔡卓如／吳宛菱，第二度奪亞。6月，艾莉森·李首次與賈士賢參加國際賽——塞班島國際賽的混合雙打賽事，即於準決賽擊敗來自臺灣的賽會第一種子張課琦／李芷蓁，再於決賽逆轉另一組臺灣組合魏俊緯／詹又蓁，生涯首奪職業賽混雙冠軍。7月中旬，李、賈士賢在美國羽毛球公開賽（超級300賽）一路晉級至準決賽，最後以直落二不敵丹麥的马蒂亚斯·蒂里／艾米麗·馬厄隆，為地主選手自2012年以來首度闖入混雙四強。
10月，李、科比特在世界青年羽毛球錦標賽八強賽以1比2（17-21、21-17、21-17）擊敗臺灣組合謝宜恩／林于顥，晉級準決賽，成為首次在世界青年羽毛球錦標賽奪牌的美國選手；兩人在準決賽戰勝日本的須藤海妃／山北奈緒，闖入決賽，最終以1比2（21-12、13-21、15-21）不敵同樣來自日本的田口真彩／玉木亜彌，獲得亞軍。
12月初，李與科比特在薩爾瓦多國際賽奪得兩人在該年首座冠軍，同時搭檔賈士賢奪得混雙冠軍。

## 主要比賽成績
只列出曾進入準決賽的國際賽事成績：
| 年份   | 賽事                         | 公開賽級別 | 項目     | 搭檔              | 成績   |
| ------ | ---------------------------- | ---------- | -------- | ----------------- | ------ |
| 2020年 | 泛美洲羽毛球男女子團體錦標賽 | 其他       | 女子團體 | －                | 亞軍   |
| 2021年 | 泛美洲羽毛球錦標賽           | 其他       | 女子雙打 | 法蘭西絲卡·科比特 | 亞軍   |
| 2021年 | 泛美洲青年羽毛球錦標賽       | 其他       | 混合團體 | －                | 冠軍   |
| 2021年 | 泛美洲青年羽毛球錦標賽       | 其他       | 女子雙打 | 法蘭西絲卡·科比特 | 冠軍   |
| 2021年 | 泛美洲青年羽毛球錦標賽       | 其他       | 混合雙打 | Joshua Yuan       | 冠軍   |
| 2021年 | 危地馬拉羽毛球國際系列賽     | 國際系列賽 | 女子雙打 | 法蘭西絲卡·科比特 | 冠軍   |
| 2021年 | 危地馬拉羽毛球國際系列賽     | 國際系列賽 | 混合雙打 | Joshua Yuan       | 亞軍   |
| 2022年 | 泛美洲羽毛球男女子團體錦標賽 | 其他       | 女子團體 | －                | 冠軍   |
| 2022年 | 泛美洲羽毛球錦標賽           | 其他       | 女子雙打 | 法蘭西絲卡·科比特 | 季軍   |
| 2022年 | 墨西哥羽毛球國際賽           | 國際系列賽 | 女子雙打 | Joshua Yuan       | 亞軍   |
| 2023年 | 泛美洲羽毛球錦標賽           | 其他       | 女子雙打 | 法蘭西絲卡·科比特 | 亞軍   |
| 2023年 | 墨西哥羽毛球國際挑戰賽       | 國際挑戰賽 | 女子雙打 | 法蘭西絲卡·科比特 | 亞軍   |
| 2023年 | 塞班島羽毛球國際賽           | 國際挑戰賽 | 混合雙打 | 賈士賢            | 冠軍   |
| 2023年 | 美國羽毛球公開賽             | 超級300賽  | 混合雙打 | 賈士賢            | 準決賽 |
| 2023年 | 危地馬拉羽毛球國際挑戰賽     | 國際挑戰賽 | 女子雙打 | 法蘭西絲卡·科比特 | 準決賽 |
| 2023年 | 世界青年羽毛球錦標賽         | 其他       | 女子雙打 | 法蘭西絲卡·科比特 | 亞軍   |
| 2023年 | 薩爾瓦多羽毛球國際賽         | 國際挑戰賽 | 女子雙打 | 法蘭西絲卡·科比特 | 冠軍   |
| 2023年 | 薩爾瓦多羽毛球國際賽         | 國際挑戰賽 | 混合雙打 | 賈士賢            | 冠軍   |
| 2023年 | 加拿大羽毛球國際挑戰賽       | 國際挑戰賽 | 混合雙打 | 賈士賢            | 亞軍   |
| 2024年 | 阿塞拜疆羽毛球國際賽         | 國際挑戰賽 | 女子雙打 | 法蘭西絲卡·科比特 | 準決賽 |
| 2024年 | 泛美洲羽毛球男女子團體錦標賽 | 其他       | 女子團體 | －                | 亞軍   |
| 2024年 | 烏干達羽毛球國際挑戰賽       | 國際挑戰賽 | 女子雙打 | 法蘭西絲卡·科比特 | 亞軍   |
| 2024年 | 泛美洲羽毛球錦標賽           | 其他       | 女子雙打 | 法蘭西絲卡·科比特 | 冠軍   |
| 2024年 | 泛美洲羽毛球錦標賽           | 其他       | 混合雙打 | 賈士賢            | 冠軍   |
| 2025年 | 泛美洲羽毛球混合團體錦標賽   | 其他       | 混合團體 | －                | 亞軍   |
| 2025年 | 烏干達羽毛球國際挑戰賽       | 國際挑戰賽 | 女子雙打 | 勞倫·林           | 冠軍   |
| 2025年 | 波蘭羽毛球公開賽             | 國際挑戰賽 | 女子雙打 | 勞倫·林           | 冠軍   |
| 2025年 | 泛美洲羽毛球錦標賽           | 其他       | 女子雙打 | 勞倫·林           | 冠軍   |

| 2018-2026年 | 總決賽 | 超級1000賽 | 超級750賽 | 超級500賽 | 超級300賽 | 超級100賽 | 國際挑戰賽 | 國際系列賽 | 未來系列賽 | 其他 |

### 奧運會和世錦賽參賽紀錄
|          | 搭檔              | 2022 | 2023 |
| -------- | ----------------- | ---- | ---- |
| 女子雙打 | 法蘭西絲卡·科比特 | 64強 | 32強 |

## 外部連結
- 艾莉森·李在BWFBadminton.com（英语）
- 艾莉森·李在BWF.TournamentSoftware.com（英语）
- 艾莉森·李在Flashscore（英语）
- 艾莉森·李的Instagram帳戶